# Los Angeles Film Critics Association Awards 1976
La 2ª edizione dei Los Angeles Film Critics Association Awards si è tenuta il 21 dicembre 1976.

## Premi
Miglior film
- Quinto potere (Network), regia di Sidney Lumet
- Rocky (Rocky), regia di John G. Avildsen

Miglior attore
- Robert De Niro - Taxi Driver

Miglior attrice
- Liv Ullmann - L'immagine allo specchio (Ansikte mot ansikte)

Miglior regista
- Sidney Lumet - Quinto potere (Network)

Miglior sceneggiatura
- Paddy Chayefsky - Quinto potere (Network)

Miglior fotografia
- Haskell Wexler - Questa terra è la mia terra (Bound for Glory)

Miglior colonna sonora
- Bernard Herrmann - Taxi Driver

Miglior film in lingua straniera
- L'immagine allo specchio (Ansikte mot ansikte), regia di Ingmar Bergman  ·   Svezia

New Generation Award
- Martin Scorsese e Jodie Foster, regista e attrice di Taxi Driver

Career Achievement Award
- Allan Dwan